# جاستن جيرمانو
جاستن جيرمانو (بالإنجليزية: Justin Germano) هو لاعب كرة قاعدة أمريكي، ولد في 6 أغسطس 1982 في باسادينا في الولايات المتحدة.

## وصلات خارجية
- جاستن جيرمانو على موقع دوري كرة القاعدة الرئيسي (الإنجليزية)
- جاستن جيرمانو على موقع الدوري الياباني لكرة القاعدة (الإنجليزية)
- جاستن جيرمانو على موقع دوري كوريا الجنوبية لكرة القاعدة (الإنجليزية)
- جاستن جيرمانو على موقعبيزبول رفرنس.كوم (الدوري الرئيسي) (الإنجليزية)
- جاستن جيرمانو على موقعبيزبول رفرنس.كوم (الدوري الثانوي) (الإنجليزية)
- جاستن جيرمانو على موقع إي إس بي إن.كوم (أم.أل.بي) (الإنجليزية)
- جاستن جيرمانو على موقع مشجعي الرسوم البيانية (الإنجليزية)